# Paróquias da diocese de Campo Limpo
Esta é uma lista de paróquias da diocese de Campo Limpo, circunscrição territorial da Igreja Católica no Brasil.
A é dividida em quatro regiões episcopais episcopais: (1, 2, 3 e 4). Cada uma destas regiões é dividida em setores, compostos - por sua vez - por paróquias . São 109 paróquias, 02 Unidades Pastorais e cerca de 220 padres, entre seculares e religiosos e 22 diáconos permanentes; e igrejas pertencentes a paróquias.
Neste artigo são listadas todas as paróquias da diocese com seu ano de fundação entre parênteses (note-se que muitas igrejas já existiam antes de sua elevação à categoria de paróquias).
| Região episcopal | Forania                | Paróquia (nome)                                       | Ano de ereção canônica (instalação) | Observações                      |
| ---------------- | ---------------------- | ----------------------------------------------------- | ----------------------------------- | -------------------------------- |
| 1                | Campo Limpo            | Sagrada Família                                       | 1999                                | Catedral Diocesana e Santuário   |
| 1                | Campo Limpo            | São Judas Tadeu                                       | 1967                                | Padre Fausto dos Santos Oliveira |
| 1                | Campo Limpo            | São José Operário                                     | 1969                                | Padre Glênio                     |
| 1                | Campo Limpo            | Santa Cruz                                            | 1972                                | Padre Alessandro Massoletto      |
| 1                | Campo Limpo            | São Sebastião                                         | 1983                                | Padre Hailton Alves de França    |
| 1                | Campo Limpo            | São Pedro Fourier                                     | 1990                                | Padre Claudionor                 |
| 1                | Campo Limpo            | Sagrado Coração de Jesus                              | 1991                                |                                  |
| 1                | Campo Limpo            | Santa Isabel                                          | 1993                                |                                  |
| 1                | Campo Limpo            | Nossa Senhora Rainha dos Apóstolos                    | 1995                                |                                  |
| 1                | Campo Limpo            | Imaculado Coração de Maria                            | 2000                                |                                  |
| 1                | Campo Limpo            | Senhor dos Passos e Nossa Senhora das Dores           | 2001                                |                                  |
| 1                | Campo Limpo            | São Paulo Apóstolo                                    | 2001                                |                                  |
| 1                | Campo Limpo            | São Pio X                                             | 2007                                |                                  |
| 1                | Campo Limpo            | São Francisco de Assis e Santo Estevão                | 2007                                |                                  |
| 1                | Campo Limpo            | São João Paulo II                                     | 2020                                |                                  |
| 1                | São José Capão Redondo | São José Operário                                     | 1969                                |                                  |
| 1                | São José Capão Redondo | São Francisco de Assis                                | 1985                                |                                  |
| 1                | São José Capão Redondo | Santo Antônio                                         | 1991                                |                                  |
| 1                | São José Capão Redondo | Cristo Rei                                            | 1992                                |                                  |
| 1                | São José Capão Redondo | São Benedito                                          | 1997                                |                                  |
| 1                | São José Capão Redondo | Nossa Senhora Rainha da Paz                           | 2000                                |                                  |
| 1                | São José Capão Redondo | São Vicente de Paulo                                  | 2002                                |                                  |
| 1                | São José Capão Redondo | São Miguel Arcanjo                                    | 2008                                |                                  |
| 1                | São José Capão Redondo | Santa Rita de Cássia                                  | 2019                                |                                  |
| 1                | São Luiz Capão Redondo | Nossa Senhora do Carmo                                | 1955                                |                                  |
| 1                | São Luiz Capão Redondo | São Luiz Gonzaga                                      | 1960                                |                                  |
| 1                | São Luiz Capão Redondo | Nossa Senhora de Fátima                               | 1969                                |                                  |
| 1                | São Luiz Capão Redondo | Nossa Senhora do Bom Conselho                         | 1986                                |                                  |
| 1                | São Luiz Capão Redondo | Assunção de Nossa Senhora                             | 1966                                |                                  |
| 1                | São Luiz Capão Redondo | Divino Espírito Santo                                 | 1997                                |                                  |
| 1                | São Luiz Capão Redondo | Sagrado Coração de Jesus                              | 2000                                |                                  |
| 1                | São Luiz Capão Redondo | Santa Maria Goretti                                   | 2002                                |                                  |
| 1                | São Luiz Capão Redondo | Santa Rosa de Lima                                    | 2006                                |                                  |
| 2                | Embu                   | Nossa Senhora do Rosário                              | 1882                                | Basílica Menor                   |
| 2                | Embu                   | Todos os Santos                                       | 1976                                |                                  |
| 2                | Embu                   | Cristo Ressuscitado                                   | 1990                                |                                  |
| 2                | Embu                   | Santa Teresa de Jesus e São João da Cruz              | 1991                                |                                  |
| 2                | Embu                   | São José e Santo Eduardo                              | 1997                                |                                  |
| 2                | Embu                   | São João Evangelista                                  | 1997                                |                                  |
| 2                | Embu                   | Santa Otília                                          | 2000                                |                                  |
| 2                | Embu                   | São Marcos                                            | 2002                                |                                  |
| 2                | Embu                   | Santa Paulina                                         | 2003                                |                                  |
| 2                | Embu                   | São Judas Tadeu e Santa Clara                         | 2006                                |                                  |
| 2                | Embu                   | São Vicente de Paulo e São Tiago Apóstolo             | 2007                                | Padre Manfredo                   |
| 2                | Embu                   | Santa Inês                                            | 2007                                |                                  |
| 2                | Embu                   | Nossa Senhora das Vitórias e São Lucas                | 2007                                |                                  |
| 2                | Itapecerica            | Nossa Senhora dos Prazeres e Divina Misericórdia      | 1841                                |                                  |
| 2                | Itapecerica            | Nossa Senhora das Dores                               | 1968                                |                                  |
| 2                | Itapecerica            | Nossa Senhora Aparecida e São Lourenço                | 1988                                |                                  |
| 2                | Itapecerica            | Nossa Senhora Mãe dos Caminhantes                     | 1989                                |                                  |
| 2                | Itapecerica            | Santo Antônio                                         | 2001                                |                                  |
| 2                | Itapecerica            | Santa Rita de Cássia                                  | 2007                                |                                  |
| 2                | Itapecerica            | Santa Clara de Assis                                  | 2007                                |                                  |
| 2                | Itapecerica            | Santo Expedito                                        | 2008                                |                                  |
| 3                | M'Boi Mirim            | Bom Jesus de Piraporinha                              | 1967                                |                                  |
| 3                | M'Boi Mirim            | Nossa Senhora das Graças                              | 1970                                |                                  |
| 3                | M'Boi Mirim            | Cristo Libertador                                     | 1988                                |                                  |
| 3                | M'Boi Mirim            | Santos Mártires                                       | 1988                                | Padre Valdir Rodrigues de Brito  |
| 3                | M'Boi Mirim            | Maria Mãe da Igreja                                   | 1991                                |                                  |
| 3                | M'Boi Mirim            | Santo Eugênio Mazenod                                 | 1998                                |                                  |
| 3                | M'Boi Mirim            | Santo Antônio de Sant'Ana Galvão                      | 2005                                |                                  |
| 3                | M'Boi Mirim            | Santa Edwiges e São Miguel Arcanjo                    | 2005                                |                                  |
| 3                | M'Boi Mirim            | São Joaquim                                           | 2005                                |                                  |
| 3                | M'Boi Mirim            | Nossa Senhora Auxiliadora                             | 2006                                |                                  |
| 3                | M'Boi Mirim            | Nossa Senhora da Esperança                            | 2006                                | Padre José Wilson                |
| 3                | M'Boi Mirim            | Imaculada Conceição                                   | 2006                                |                                  |
| 3                | M'Boi Mirim            | Nossa Senhora da Visitação e Santa Isabel de Portugal | 2006                                |                                  |
| 3                | M'Boi Mirim            | Nossa Senhora de Lourdes                              | 2008                                |                                  |
| 3                | M'Boi Mirim            | São Lucas Evangelista                                 | 2016                                |                                  |
| 3                | Mirim-Guaçu            | São Sebastião                                         | 1953                                |                                  |
| 3                | Mirim-Guaçu            | Santa Teresinha do Menino Jesus                       | 1967                                |                                  |
| 3                | Mirim-Guaçu            | Jesus Bom Pastor                                      | 1974                                |                                  |
| 3                | Mirim-Guaçu            | Nossa Senhora de Guadalupe                            | 1994                                |                                  |
| 3                | Mirim-Guaçu            | Santíssima Trindade                                   | 1996                                |                                  |
| 3                | Mirim-Guaçu            | Santo Inácio de Loyola                                | 1997                                |                                  |
| 3                | Mirim-Guaçu            | Verbo Divino                                          | 2000                                |                                  |
| 3                | Mirim-Guaçu            | São Luiz Gonzaga                                      | 2001                                |                                  |
| 3                | Mirim-Guaçu            | São Pedro Apóstolo                                    | 2003                                |                                  |
| 3                | Mirim-Guaçu            | Santa Luzia                                           | 2007                                |                                  |
| 3                | Mirim-Guaçu            | Nossa Senhora Aparecida                               | 2016                                |                                  |
| 4                | Morumbi                | Santo Antônio                                         | 1955                                |                                  |
| 4                | Morumbi                | Nossa Senhora da Providência                          | 1960                                |                                  |
| 4                | Morumbi                | São Pedro e São Paulo                                 | 1965                                |                                  |
| 4                | Morumbi                | São Benedito                                          | 1967                                |                                  |
| 4                | Morumbi                | Nossa Senhora de Fátima                               | 1967                                |                                  |
| 4                | Morumbi                | São Benedito                                          | 1969                                |                                  |
| 4                | Morumbi                | Nossa Senhora Aparecida I                             | 1990                                |                                  |
| 4                | Morumbi                | São Lucas Evangelista                                 | 1992                                |                                  |
| 4                | Morumbi                | Nossa Senhora do Paraíso                              | 1992                                |                                  |
| 4                | Morumbi                | Santa Suzana                                          | 1996                                |                                  |
| 4                | Morumbi                | Santa Edwiges                                         | 1998                                |                                  |
| 4                | Morumbi                | Nossa Senhora Aparecida II                            | 1999                                |                                  |
| 4                | Morumbi                | São Francisco de Assis                                | 2001                                |                                  |
| 4                | Morumbi                | São José                                              | 2007                                |                                  |
| 4                | Morumbi                | São Mateus                                            | 2008                                |                                  |
| 4                | Taboão da Serra        | Santa Teresinha                                       | 1955                                |                                  |
| 4                | Taboão da Serra        | São João Batista                                      | 1973                                |                                  |
| 4                | Taboão da Serra        | Santo Antônio                                         | 1977                                |                                  |
| 4                | Taboão da Serra        | São Pedro Apóstolo                                    | 1990                                |                                  |
| 4                | Taboão da Serra        | Nossa Senhora Aparecida                               | 1991                                |                                  |
| 4                | Taboão da Serra        | Santa Margarida Maria Alacoque                        | 1997                                |                                  |
| 4                | Taboão da Serra        | São João Maria Vianney                                | 2003                                |                                  |
| 4                | Taboão da Serra        | Santa Ana                                             | 2005                                |                                  |
| 4                | Taboão da Serra        | Santíssimo Sacramento                                 | 2007                                |                                  |
| 4                | Taboão da Serra        | Sagrado Coração de Jesus                              | 2008                                |                                  |
| 4                | Taboão da Serra        | São José                                              | 2021                                |                                  |

Demais Igrejas não constituídas como Paróquias:
| Região episcopal | Forania                | Nome                                  | Observações         |
| ---------------- | ---------------------- | ------------------------------------- | ------------------- |
| 4                | Morumbi                | Mãe Três Vezes Admirável de Schenstat | Santuário Diocesano |
| 4                | Morumbi                | Santa Cruz da Reconciliação           | Santuário Diocesano |
| 1                | São José Capão Redondo | Santo Antônio                         | Unidade Pastoral    |
| 2                | Itapecerica            | Nossa Senhora Aparecida               | Unidade Pastoral    |